# 斯凱爾涅維采車站
斯凱爾涅維采車站（波蘭語：Stacja Skierniewice）是位於波蘭羅茲省斯凱爾涅維采的鐵路車站。1845年，作為華沙-維也納鐵路第二階段的一部分而啟用。1980至2003年，車站進行了翻修。

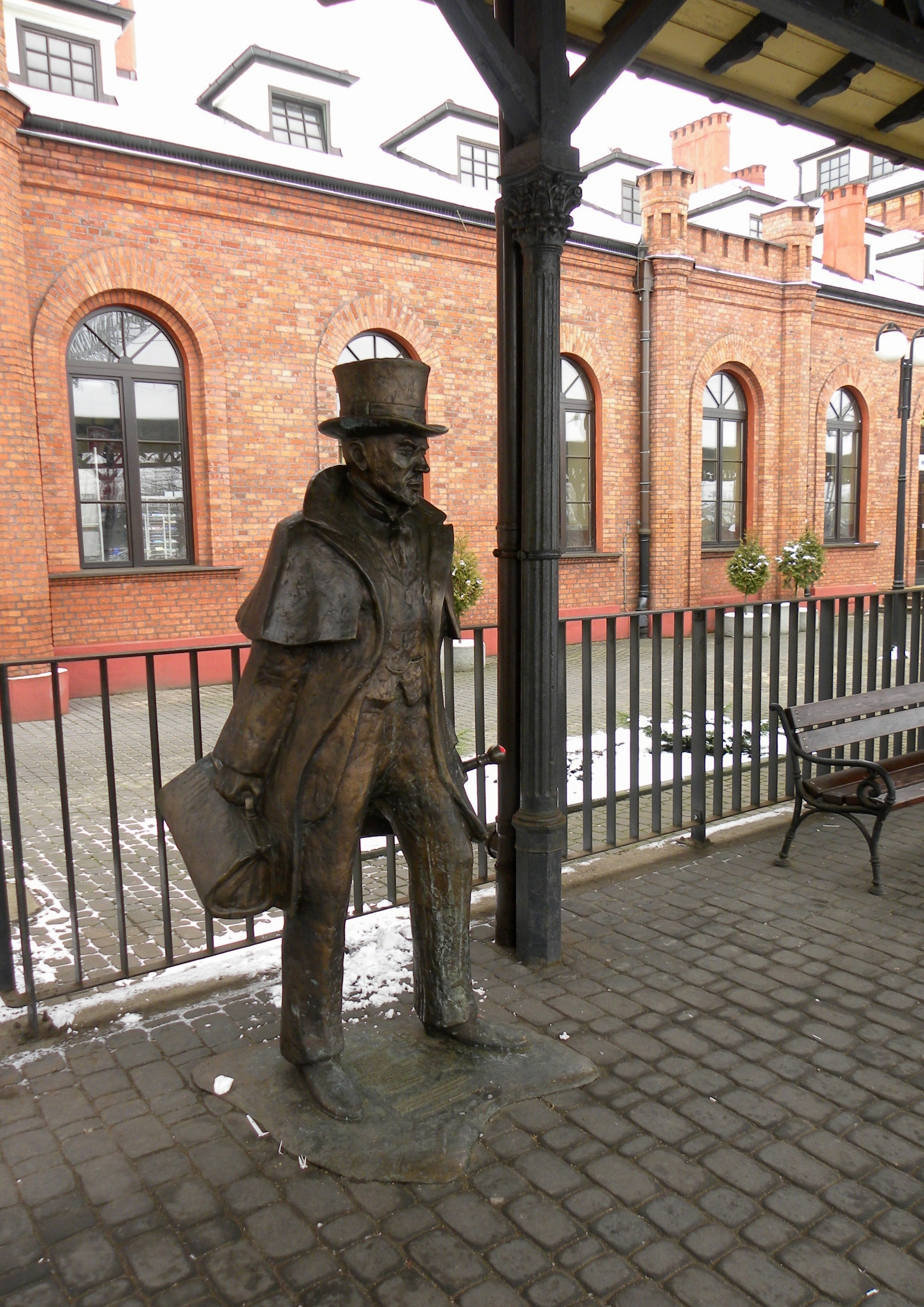
斯凱爾涅維采車站的史坦尼斯瓦夫‧伏庫爾斯基雕像

2010年，車站月台設立了一座波蘭作家博萊斯瓦夫·普魯斯所著小說《傀儡》主角史坦尼斯瓦夫‧伏庫爾斯基的雕像。